# Zolder (Heusden-Zolder)
Zolder – dzielnica (deelgemeente) gminy Heusden-Zolder w Belgii, w Regionie Flamandzkim, w prowincji Limburgia, w okręgu Hasselt. 1 stycznia 2020 roku liczyła 17 381 mieszkańców. Do 31 grudnia 1976 samodzielna gmina. 

## Demografia
Liczba mieszkańców, stan na 1 stycznia:
| Rok                | 1930 | 1961 | 2020   |
| ------------------ | ---- | ---- | ------ |
| Liczba mieszkańców | 3574 | 8268 | 17 381 |